# Gotland Game Conference
Gotland Game Conference (GGC), tidigare känt som Gotland Game Awards, är en spelmässa och konferens i Visby mellan maj och juni sedan 2002.. Konferensen arrangeras av Institutionen för Speldesign på Uppsala Universitet Campus Gotland (tidigare Högskolan på Gotland), och sammanfaller med läsårets slut för studenterna. Här kan de visa upp allt som de har lärt sig under året inför en jury bestående av branschfolk från datorspelsindustrin, spelpressen och akademin.

## Historia
Spelutbildningen på Gotland har alltid haft ett substantiellt inslag av spelproduktion, och därmed också ett behov av speltestning och extern validering av dessa studentprojekt. Den första publika spelmässan ägde rum i maj 2002 under namnet "Theme Park / Revive". Under 2017 utökades arrangemanget med ett internationellt möte för undervisande personal på spelutbildningar  - med syfte att låta spelutbildningar mötas årligen för att bygga nätverk, dela erfarenheter och resurser med varandra.
- Theme Park / Revive 2002[13]
- Public exhibition 2004[14][15]
- Gotland Game Convention 2006[16][17]
- Gotland Game Awards 2007[18]
- Gotland Game Awards 2008[19]
- Gotland Game Awards 2009[20]
- Gotland Game Awards 2010[21]
- Gotland Game Conference 2011[22]
- Gotland Game Conference 2012[23]
- Gotland Game Conference 2013[24]
- Gotland Game Conference 2014[25]
- Gotland Game Conference 2015[26]
- Gotland Game Conference 2016[27]
- Gotland Game Conference 2017[28] + Game Educators Summit[29]
- Gotland Game Conference 2018[30] + Game Educators Summit[31]
- Gotland Game Conference 2019[32] + Game Educators Summit[33]
- Gotland Game Conference 2020[23] + Game Educators Summit[34] (inställt på grund av Corona-pandemin.[35])

## Game Awards
Institutionen för Speldesign publicerar en lista med alla spel och studenter som hedrats vid prisceremonin för Gotland Game Conference. Många studenter som utmärkt sig vid Gotland Game Conference går vidare med sina spel och vinner utmärkelser både i Sverige och internationellt.

|                                               | År                            | Speltitel        | Noter |
| --------------------------------------------- | ----------------------------- | ---------------- | ----- |
| Pwnage Award (Vinnaren av evenemanget)        |                               |                  |       |
| 2007                                          | Fairytale                     |                  |       |
| 2008                                          | Vertigo                       |                  |       |
| 2009                                          | Walkabout                     |                  |       |
| 2010                                          | Dwarfs                        |                  |       |
| 2013                                          | CoBots                        |                  |       |
| 2014                                          | Crocodile Chow Down           |                  |       |
| 2015                                          | Frog Climbers                 |                  |       |
| Best First Year Project                       |                               |                  |       |
| 2006                                          | Head Banger                   | Best Arcade Game |       |
| 2007                                          | BLOmma                        | Best Arcade Game |       |
| 2008                                          | Deep Ocean                    | Best Arcade Game |       |
| 2009                                          | Chubby Chase Race             | Best Arcade Game |       |
| 2010                                          | Gods of Steel                 | Best Arcade Game |       |
| 2012                                          | Clapper                       |                  |       |
| 2013                                          | CoBots                        |                  |       |
| 2014                                          | Crocodile Chow Down           |                  |       |
| 2015                                          | Frog Climbers                 |                  |       |
| Best Second Year Project                      |                               |                  |       |
| 2008                                          | Planetaria                    | Best Big Game    |       |
| 2009                                          | Cause of War                  | Best Big Game    |       |
| 2010                                          | Abzolium                      | Best Big Game    |       |
| 2013                                          | Ghoulies                      |                  |       |
| 2014                                          | Defunct                       |                  |       |
| 2015                                          | Clouds Below                  |                  |       |
| Best Graduating Class                         |                               |                  |       |
| 2009                                          | Exhaust                       |                  |       |
| 2010                                          | Fumbies - The Cloud Creatures |                  |       |
| 2013                                          | Little Warlock                |                  |       |
| 2014                                          | Veer                          |                  |       |
| 2015                                          | Agency                        |                  |       |
| Cha-ching! Award (Mest kommersiellt gångbart) |                               |                  |       |
| 2013                                          | Little Warlock                |                  |       |
| 2014                                          | Tower Offensive               |                  |       |
| 2015                                          | Summit Chasers                |                  |       |
| The Almedalen Library Award                   |                               |                  |       |
| 2008                                          | Fairytale                     |                  |       |
| 2009                                          | Ghost Written                 |                  |       |
| 2010                                          | Fumbies - The Cloud Creatures |                  |       |
| 2013                                          | Lunar Love                    |                  |       |
| 2015                                          | Colors of the Wind            |                  |       |
| The Innovation Award                          |                               |                  |       |
| 2013                                          | Torn                          |                  |       |
| 2014                                          | Crocodile Chow Down           |                  |       |
| 2015                                          | Workspace Warfare             |                  |       |
| Best Presentation                             |                               |                  |       |
| 2007                                          | Roskilde                      |                  |       |
| 2008                                          | In Other Words                |                  |       |
| 2009                                          | Ghost Written                 |                  |       |
| 2010                                          | Midnight                      |                  |       |
| 2014                                          | Tower Offensive               |                  |       |
| 2015                                          | Tamarrion                     |                  |       |
| Best Serious Game                             |                               |                  |       |
| 2007                                          | Wobble Trouble                |                  |       |
| 2008                                          | GameRider                     |                  |       |
| 2009                                          | Ghost Written                 |                  |       |
| 2010                                          | Colorless                     |                  |       |
| Best Exhibition                               |                               |                  |       |
| 2009                                          | Penalty of Heroes             |                  |       |
| 2010                                          | Abzolium                      |                  |       |

## People's Choice Awards
| Utmärkelse                           | År                | Speltitel | Noter |
| ------------------------------------ | ----------------- | --------- | ----- |
| Student's Choice                     |                   |           |       |
| 2015                                 | PvGvP             |           |       |
| 2014                                 | Undercover Agency |           |       |
| 2013                                 | Tribal Marathon   |           |       |
| People's Choice                      |                   |           |       |
| 2010                                 | Abzolium          |           |       |
| 2009                                 | Chubby Chase Race |           |       |
| People's Choice - Most Helpful Group |                   |           |       |
| 2009                                 | Archaic           |           |       |

## Special Awards
| Utmärkelse                                         | År                  | Mottagare           | Noter |
| -------------------------------------------------- | ------------------- | ------------------- | ----- |
| Alumni of the Year Award                           |                     |                     |       |
| 2015                                               | Rikard Jaksch       | King                |       |
| 2014                                               | Ted Sjöström        | Pixel Ferrets       |       |
| 2013                                               | Annika O. Bergström | Södertörns högskola |       |
| 2009                                               | Peter Stråhle       | Grin                |       |
| 2008                                               | Anders Ekermo       | Starbreeze          |       |
| 2007                                               | Mats Andersson      | Avalanche Studios   |       |
| The Award for Human Rights and Anti-discrimination |                     |                     |       |
| 2010                                               | Pawns               |                     |       |
| 2009                                               | Cause of War        |                     |       |
| 2008                                               | Insats Afrika       | Red Cross Award #1  |       |
| 2008                                               | Monks of Sangrael   | Red Cross Award #2  |       |
| JADE Project Award                                 |                     |                     |       |
| 2009                                               | Archaic             |                     |       |
| 2008                                               | Fairytale           |                     |       |
| NicoGRAPH Award                                    |                     |                     |       |
| 2014                                               | Crocodile Chow Down |                     |       |
| Best XNA Game                                      |                     |                     |       |
| 2010                                               | Abzolium            |                     |       |
| Best Cinematic                                     |                     |                     |       |
| 2009                                               | Trojan Sheep        |                     |       |
| Nordic Game Jam                                    |                     |                     |       |
| 2009                                               | Sheep away          |                     |       |
| Mathematical Game                                  |                     |                     |       |
| 2009                                               | Euklides Magic      |                     |       |
| Best Game - Open and Invitational                  |                     |                     |       |
| 2008                                               | Dark Room           |                     |       |

## Computer Animation Awards
| Utmärkelse             | År                               | Titel | Noter |
| ---------------------- | -------------------------------- | ----- | ----- |
| Best CG Animation      |                                  |       |       |
| 2010                   | The Secret Chamber               |       |       |
| Best Commercial        |                                  |       |       |
| 2009                   | Cube                             |       |       |
| 2008                   | Wacom in Motion                  |       |       |
| Best Graduating Class  |                                  |       |       |
| 2010                   | From One Motherfucker To Another |       |       |
| Spotlight Category     |                                  |       |       |
| 2010                   | Octopus Painting Duel            |       |       |
| Best Student Animation |                                  |       |       |
| 2009                   | 09-09-14                         |       |       |
| Open and Invitational  |                                  |       |       |
| 2008                   | Perfekt                          |       |       |
| Theme Park             |                                  |       |       |
| 2008                   | In Harmony with Nature           |       |       |

## Student Effort Awards
| Utmärkelse                                  | År              | Mottagare | Noter |
| ------------------------------------------- | --------------- | --------- | ----- |
| Best Student Effort in Art                  |                 |           |       |
| 2010                                        | Tobias Andersen |           |       |
| 2009                                        | Anders Bäckman  |           |       |
| Best Student Effort Technical               |                 |           |       |
| 2009                                        | Ted Lindström   |           |       |
| Best Student in Computer Graphics           |                 |           |       |
| 2009                                        | Tommy Nilsson   |           |       |
| Best Student in Game Design and Graphics    |                 |           |       |
| 2009                                        | Emma Johansson  |           |       |
| Best Student in Game Design and Programming |                 |           |       |
| 2009                                        | Tommi Lipponen  |           |       |